# Râul Câmpul Mare
Râul Câmpul Mare este un afluent al râului Cocoșul. 